# ایکینجی قره‌دمیرچی
ایکینجی قره‌دمیرچی (به لاتین: İkinci Qaradəmirçi) یک منطقه مسکونی در جمهوری آذربایجان است که در شهرستان بردع واقع شده است. این روستا ۳۸۵ نفر جمعیت دارد.